# Göriach
Göriach ist eine der 15 Gemeinden im Bezirk Tamsweg im Salzburger Lungau in Österreich, mit 339 Einwohnern (Stand 1. Jänner 2024) und ist seit 2021 Teil der Bergsteigerdörfer-Initiative des ÖAV.

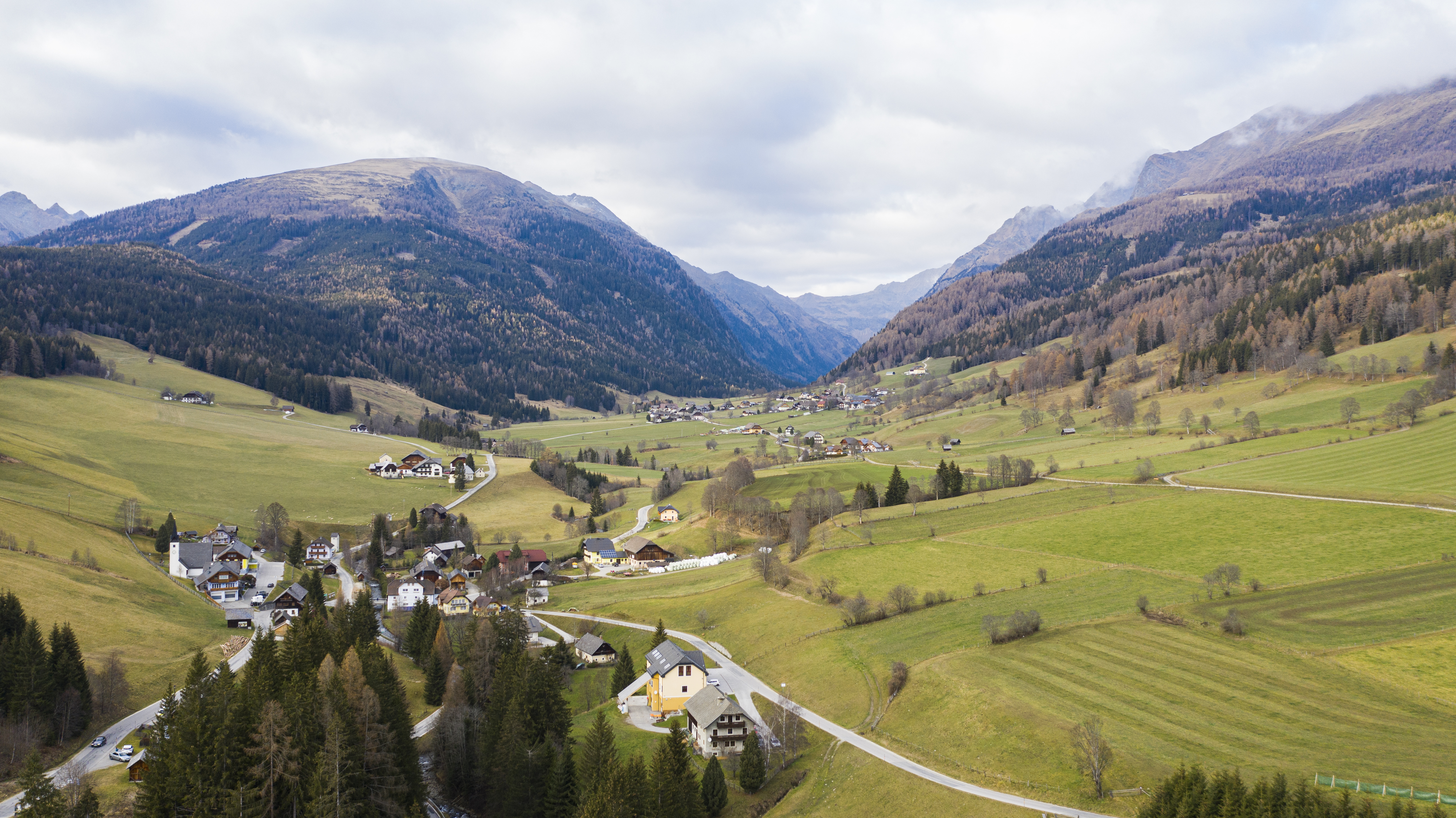
Blick über Göriach

## Geografie
Göriach liegt circa sechs Kilometer nordwestlich der Bezirkshauptstadt Tamsweg und circa 80 km südöstlich der Landeshauptstadt Salzburg. Das Gemeindegebiet wird vom Göriachtal auf der Südseite der Schladminger Tauern gebildet und vom Göriachbach durchflossen.
Das Gemeindegebiet enthält zahlreiche Gipfel mit einer Höhe von mehr als 2500 m ü. A., von denen der Hochgolling mit 2862 m ü. A. der höchste ist. Weitere herausragende Gipfel sind das Hocheck (2638 m ü. A.) und das Kasereck (2740 m ü. A.). Der tiefste Punkt der Gemeinde befindet sich mit ca. 1100 m ü. A. im Süden, wo der Göriachbach das Gemeindegebiet verlässt.

## Geschichte
Die erste urkundliche Erwähnung von Göriach stammt aus dem Jahr 1135, als der Erzbischof Konrad I. von Salzburg dem Kloster Admont Zehentgebiete bestätigte. Der Name ist slawischen Ursprungs und bedeutet „bei den Bergern“.
Um 1200 erhielt Göriach das Recht der niederen und urbariellen Gerichtsbarkeit.
Die 1973 erbaute Kirche wurde dem hl. Bruder Klaus von der Flue geweiht.

### Nachbargemeinden
Göriach grenzt im Norden an die Gemeinde Schladming, die im Bezirk Liezen des Bundeslandes Steiermark liegt. Von ihr ist Göriach durch den Alpenhauptkamm getrennt, der hier von den Schladminger Tauern gebildet wird. Nachbargemeinde im Westen ist Mariapfarr, im Osten Lessach. Die Grenze zu beiden Gemeinden wird jeweils durch die natürliche Grenze des Göriachtales gebildet. Im Süden, wo sich das Tal zur Lungauer Taurach hin öffnet, grenzt Göriach an Sankt Andrä im Lungau.
|            | Schladming (GB)                             |         |
| Mariapfarr | Kompassrose, die auf Nachbargemeinden zeigt | Lessach |
|            | St. Andrä                                   |         |

## Bevölkerungsentwicklung

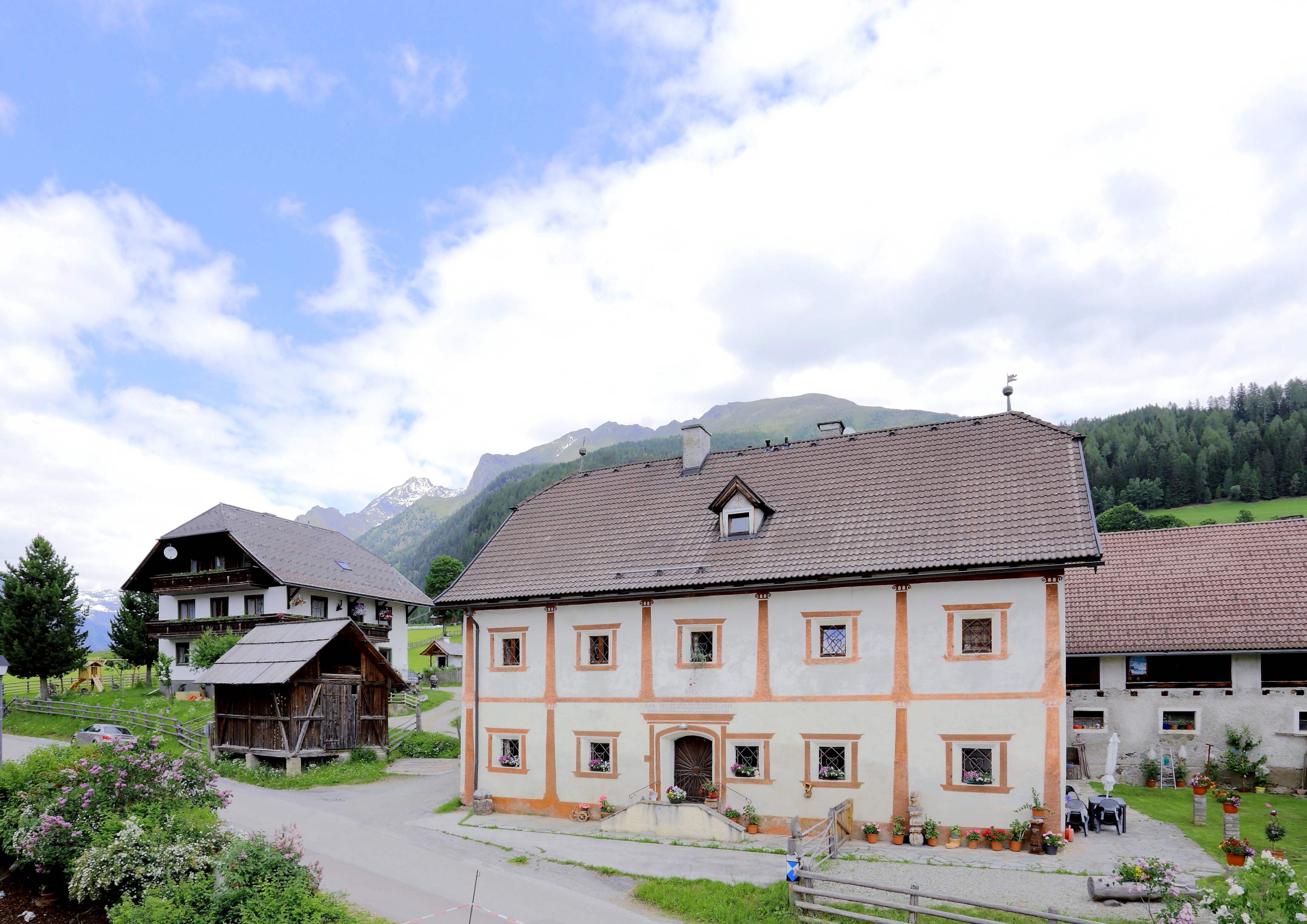
Piendlhof

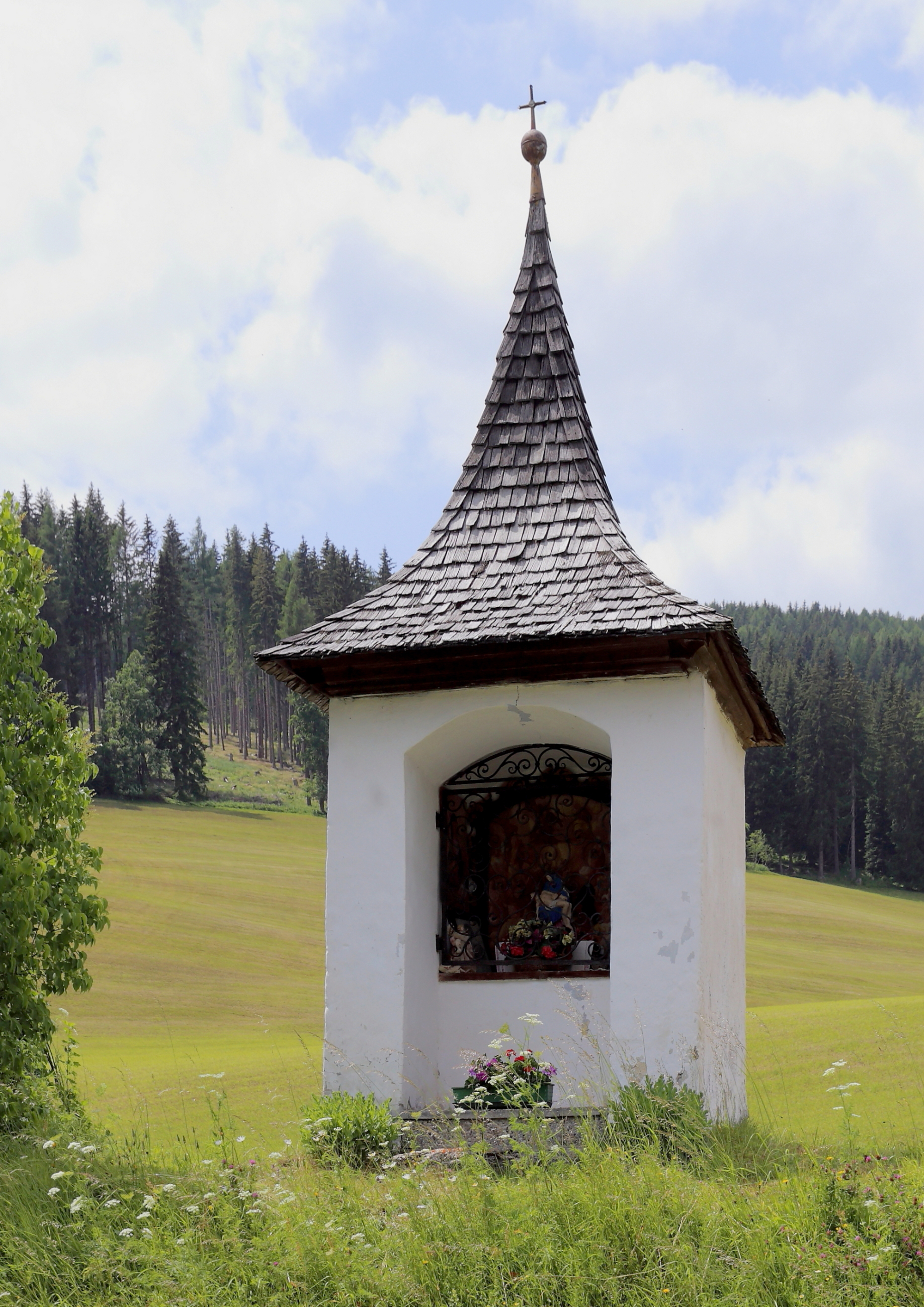
Wegkapelle Göriach

## Politik

### Gemeinderat
| Gemeinderatswahl 2024Wahlbeteiligung: 92,8 % 6050403020100 54,4 % (−0,5 %p)25,5 % (+12,4 %p)20,2 % (−11,9 %p) ÖVPFPÖSPÖ20192024 |

Die Gemeindevertretung hat insgesamt 9 Mitglieder.
- Mit den Gemeindevertretungs- und Bürgermeisterwahlen in Salzburg 2004 hatte die Gemeindevertretung folgende Verteilung: 5 ÖVP, 3 SPÖ, und 1 FPÖ.[3]
- Mit den Gemeindevertretungs- und Bürgermeisterwahlen in Salzburg 2009 hatte die Gemeindevertretung folgende Verteilung: 6 ÖVP, 2 SPÖ, und 1 FPÖ.[4]
- Mit den Gemeindevertretungs- und Bürgermeisterwahlen in Salzburg 2014 hatte die Gemeindevertretung folgende Verteilung: 5 ÖVP, 3 SPÖ, und 1 FPÖ.[5]
- Mit den Gemeindevertretungs- und Bürgermeisterwahlen in Salzburg 2019 hatte die Gemeindevertretung folgende Verteilung: 5 ÖVP, 3 SPÖ, und 1 FPÖ.[6]
- Mit den Gemeindevertretungs- und Bürgermeisterwahlen in Salzburg 2024 hat die Gemeindevertretung folgende Verteilung: 5 ÖVP, 2 FPÖ und 2 SPÖ.[7]

### Bürgermeister
- bis 1999 Anton Zehner (ÖVP)[8]
- 1999–2021 Reinhard Radebner (ÖVP)[9]
- seit 2021 Waltraud Grall (ÖVP)[10]

### Wappen
Das Wappen wurde der Gemeinde 1974 verliehen: „In rotem Schild auf grünem Dreiberg ein silbernes Standkreuz, dahinter ein sechsspeichiges goldenes Wagenrad.“

## Kultur und Sehenswürdigkeiten
- Piendlhof, Bauernhof mit barocker Fassade
- Wegkapelle Wassering
- Tonibauern-Kapelle

Im Ort gibt es zwei Schalensteine.

## Wirtschaft und Infrastruktur

### Wirtschaftssektoren, Arbeitsplätze
Im Jahr 2010 wurden von den vierzig landwirtschaftlichen Betrieben 22 im Haupt-, neun im Nebenerwerb, einer von einer Personengesellschaft und acht von juristischen Personen geführt. Diese acht bewirtschafteten mehr als die Hälfte der Flächen. Die Landwirtschaft beschäftigte 40 Erwerbstätige, der Produktionssektor eine und im Dienstleistungssektor arbeiteten 22 Menschen.

### Berufspendler
Von den 188 Erwerbstätigen, die 2011 in Göriach lebten, arbeiteten 59 in der Gemeinde, zwei Drittel pendelten aus. Vier Personen aus der Umgebung kamen zur Arbeit nach Göriach.